# Cheek by Jowl
Cheek by Jowl è una compagnia teatrale internazionale fondata in Gran Bretagna nel 1981 dal regista Declan Donnellan e lo scenografo Nick Ormerod. Donnellan e Ormerod sono i direttori artistici della compagnia e curano personalmente ogni nuovo allestimento.

## Storia della compagnia
Nel 1984, tre anni dopo la fondazione, la compagnia cominciò ad allestire produzioni a livello internazionale, quando i suoi allestimenti de La fiera delle vanità e Pericle furono riproposte ai festival teatrali di Almagro, Valladolid e Gerusalemme. Tra il 1985 ed il 1993 la compagnia ma messo in scena tredici allestimenti alla Donmar Warehouse del West End di Londra, allestimenti che hanno valso a Cheek by Jowl dieci candidature ai Laurence Olivier Award e quattro vittorie. Prima del 2017, la compagnia ha recitato in oltre quaranta nazioni e quattrocento città.
Cheek by Jowl mette in scena prevalentemente classici del teatro scritti tra il 1500 ed il 1700, prevalentemente in allestimenti in inglese, francese e russo. Un ruolo di particolare rilievo nel repertorio è occupato dall'opera di William Shakespeare, di cui la compagnia ha messo in scena tredici opere tra il 1981 ed il 2015 e che prende il nome proprio da un verso di Sogno di una notte di mezza estate. La compagnia ha inoltre messo in scena le prime britanniche di classici del teatro europeo continentale, tra cui l'Andromaca di Racine ed Il Cid di Corneille. L'approccio artistico della compagnia pone l'attore al centro della rappresentazione, proponendo spesso riletture inaspettate e rivoluzionarie dell'opera. Particolarmente apprezzato fu nel 1991 il loro revival di Come vi piace che, con un cast interamente maschile guidato da Adrian Lester (Rosalind) e Tom Hollander (Celia), è andata in una tournée mondiale che ha toccato la Gran Bretagna, gli Stati Uniti, il Giappone, l'Australia e il Brasile.
Dal 1999 il Chekhov International Theatre Festival in Russia ha commissionato a Donnellan ed Ormerod di formare una compagnia russa di Cheek by Jowl, che continua ad esibirsi a livello nazionale ed internazionale. Nel 2007 il regista Peter Brook ha invitato Cheek by Jowl a formare una compagnia con attori francesi, con cui hanno messo in scene l'Andromaca di Racine in una tournée nazionale tra il 2008 ed il 2009. Nel 2011 la compagnia francese ottenne il suo più grande successo con Peccato che sia una sgualdrina, riproposta a Parigi nel 2012 e 2014, oltre che al Barbican Centre di Londra sempre in lingua francese. Nel 2012 la compagnia francese ha messo in scena l'Ubu re di Alfred Jarry, mentre nel 2018 hanno allestito la loro prima opera shakespeariana in lingua francese, Pericle, principe di Tiro.